# BlackBerry Messenger
BlackBerry Messenger (BBM) byla proprietární aplikace pro instant messaging a videohovory, kterou původně vyvíjela společností BlackBerry Limited a později společnosti indonéská společnost Emtek na základě licence. Zpočátku jí byly vybaveny pouze novější modely komunikátoru BlackBerry. Od 21. října 2013 bylo možné tuto aplikaci používat i na smartphonech se systémy Android, iOS nebo Windows Phone.  Aplikace využívala mobilní připojení k internetu. Pro standardní uživatele byla podpora BlackBerry Messengeru ukončena 31. května 2019. Pro společnosti a firmy je nadále (2025) nabízená placená platforma BlackBerry Messenger Enterprise.

## Funkce
- Chat (chat) – chatování mezi BBM kontakty
- Groups (skupiny) – skupinové chaty, hromadné přidávání upozornění do kalendáře, sdílení obrázků a seznamů mezi kontakty BBM
- Voice (hlas) – hovory zdarma mezi BBM kontakty (nebylo dostupné na Android 2.3)
- Video (video) – videohovory mezi BBM kontakty umožňovali také sdílení obrazovek (nebylo dostupné na Android a iOS)
- Channels (kanály) – sociální síť umožňovala přidávání příspěvků, obrázků, videí a jejich odběr, komentování, další funkcí je chatování s administrátorem kanálu
- Existovala možnost přikoupení funkcí (předplatné): odstranění sponzorovaných příspěvků a pozvánek, vlastní PIN, možnost odvolávání zpráv, privátní (anonymní) chat, časově omezené zprávy, editace již odeslaných zpráv, předplatné rozšířeného balíku emotikon.
- Komunikace byla šifrována centrálním klíčem v držení společnosti BlackBerry.
- Pro korporátní uživatele s požadavky na nejvyšší bezpečnost, byla možnost přikoupení end-to-end šifrování BBM Protected.